# Jatoba (cầu thủ bóng đá, sinh 1995)
Carlos Eduardo Bacila Jatobá (sinh 15 tháng 9 năm 1995) là một cầu thủ bóng đá Brasil thi đấu ở vị trí tiền vệ cho câu lạc bộ Bulgarian First League Dunav Ruse.
Jatoba ký hợp đồng với Dunav ngày 12 tháng 9 năm 2017 với bản hợp đồng 2 năm.